# Pélican Club Valenciennes
Le Pelican Club Valenciennes (couramment abrégé en PCVA) est un club de natation et de water-polo français fondé en 1920 par Charles Denecker. L'équipe première de water-polo masculin évolue au sein du championnat de France de Nationale 1 depuis la saison 2009-2010. À la suite de l'incendie de la piscine en septembre 2014, le club repart en Nationale 3. Aujourd'hui, le club se reconstruit avec à l'ouverture du Centre Nautique Nungesser, avec pour objectif de reprendre la formation des jeunes.

## Palmarès du water-polo masculin
- 1 fois champion de France : 1972
- Champion de France water polo U15 en 1999
- 1 fois champion de France Nationale 3 : 2005

## Palmarès du water-polo féminin
- 1 fois champion de France : 1999.